# Love Spent
"Love Spent" é uma canção da cantora e compositora norte-americana Madonna, para o seu décimo segundo álbum de estúdio MDNA. Ela foi escrita por Jean-Baptiste, Priscilla Hamilton, Alain Whyte, Ryan Buendia e Michael McHenry. Foi produzida por Madonna e William Orbit. A canção é a décima faixa do álbum. É uma música dance.
É uma canção sobre como a dinheiro influência no amor. Na canção ela acusa o ex-marido de ter aplicado o golpe do baú. No decorrer da letra, é afirmado que embora o ex Guy Ritchie tenha dito “até que a morte nos separe”, todo esse “fingimento” não saiu de graça. “Agora que você tem esse carrão, mulheres e bares, subiu para sua cabeça."

## Análise da crítica
A canção recebeu críticas positivas de críticos de música e dos fãs apesar da canção não ser single. A canção é constantemente comparada com "Hung Up" já que as batidas são quase que idênticas. O site da revista O Grito afirmou que "a canção tem um fundo hipnótico". 
Papel POP fez o seguinte comentário: "Love Spent é outra jóia de “MDNA”. A letra é sensacional e a mistura de ritmos e instrumentos, apesar de confusa, acaba tendo uma unidade boa no final. No refrão: “Hold me like your money, tell me that you want me, spend your love on me."
Matthew Rettenmund do blog Boy Culture e o jornalista Sergio Kletnoy da Marie Claire disseram em suas resenhas que a canção "É linda e pop. Como a mistura de Miles Away, Nothing Fails e Love Profusion".

## Apresentação ao vivo
Madonna cantou a música em sua MDNA Tour como a última música do terceiro bloco. A canção não foi incluida no alinhamento oficial de canções, mas devido ao grande sucesso entre os fãs ela incluiu a canção dia 20 de Setembro de 2012 em sua versão acustica.